# Чемпіонат світу з трекових велоперегонів 2015 — омніум (чоловіки)
Змагання з омніуму серед чоловіків на Чемпіонаті світу з трекових велоперегонів 2015 відбулись 20–21 лютого.

## Результати

### Скретч
Скретчевий заїзд відбувся о 14:40.
| Місце | Ім'я               | Країна          | Кола відставання |
| ----- | ------------------ | --------------- | ---------------- |
| 1     | Елія Вівіані       | Італія          |                  |
| 2     | Джонатан Діббен    | Велика Британія |                  |
| 3     | Фернандо Гавірія   | Колумбія        |                  |
| 4     | Аарон Гейт         | Нова Зеландія   |                  |
| 5     | Яспер Де Бюст      | Бельгія         |                  |
| 6     | Роман Цишков       | Білорусь        |                  |
| 7     | Ґаель Сутер        | Швейцарія       |                  |
| 8     | Тома Буда          | Франція         |                  |
| 9     | Гідеоні Монтейро   | Бразилія        |                  |
| 10    | Каспер Педерсен    | Данія           |                  |
| 11    | Віктор Манаков     | Росія           |                  |
| 12    | Іоанніс Спанопулос | Греція          |                  |
| 13    | Тім Вельдт         | Нідерланди      |                  |
| 14    | Лукас Лісс         | Німеччина       |                  |
| 15    | Гленн О'Ші         | Австралія       |                  |
| 16    | Лю Хао             | Китай           |                  |
| 17    | Унай Елорріага     | Іспанія         |                  |
| 18    | Джейкоб Дюрінг     | США             |                  |
| 19    | Лян Чуньвін        | Гонконг         |                  |
| 20    | Мартін Ірвайн      | Ірландія        |                  |
| 21    | Тимур Гумеров      | Узбекистан      |                  |

### Індивідуальна гонка переслідування
Індивідуальна гонка переслідування відбулась о 17:00.
| Місце | Ім'я               | Країна          | Час      |
| ----- | ------------------ | --------------- | -------- |
| 1     | Гленн О'Ші         | Австралія       | 4:20.807 |
| 2     | Фернандо Гавірія   | Колумбія        | 4:23.567 |
| 3     | Віктор Манаков     | Росія           | 4:24.025 |
| 4     | Яспер Де Бюст      | Бельгія         | 4:24.752 |
| 5     | Гідеоні Монтейро   | Бразилія        | 4:26.395 |
| 6     | Тома Буда          | Франція         | 4:26.553 |
| 7     | Роман Цишков       | Білорусь        | 4:26.660 |
| 8     | Лукас Лісс         | Німеччина       | 4:26.767 |
| 9     | Мартін Ірвайн      | Ірландія        | 4:26.814 |
| 10    | Елія Вівіані       | Італія          | 4:27.067 |
| 11    | Аарон Гейт         | Нова Зеландія   | 4:27.382 |
| 12    | Лю Хао             | Китай           | 4:28.011 |
| 13    | Тім Вельдт         | Нідерланди      | 4:28.071 |
| 14    | Лян Чуньвін        | Гонконг         | 4:28.799 |
| 15    | Джонатан Діббен    | Велика Британія | 4:29.845 |
| 16    | Унай Елорріага     | Іспанія         | 4:32.027 |
| 17    | Ґаель Сутер        | Швейцарія       | 4:32.762 |
| 18    | Іоанніс Спанопулос | Греція          | 4:34.189 |
| 19    | Джейкоб Дюрінг     | США             | 4:34.792 |
| 20    | Каспер Педерсен    | Данія           | 4:35.446 |
| 21    | Тимур Гумеров      | Узбекистан      | 4:42.373 |

### Гонка на вибування
Гонка на вибування розпочалась о 22:15.
| Місце | Ім'я               | Країна          |
| ----- | ------------------ | --------------- |
| 1     | Елія Вівіані       | Італія          |
| 2     | Тома Буда          | Франція         |
| 3     | Фернандо Гавірія   | Колумбія        |
| 4     | Гленн О'Ші         | Австралія       |
| 5     | Віктор Манаков     | Росія           |
| 6     | Лю Хао             | Китай           |
| 7     | Яспер Де Бюст      | Бельгія         |
| 8     | Каспер Педерсен    | Данія           |
| 9     | Аарон Гейт         | Нова Зеландія   |
| 10    | Гідеоні Монтейро   | Бразилія        |
| 11    | Лукас Лісс         | Німеччина       |
| 12    | Ґаель Сутер        | Швейцарія       |
| 13    | Тім Вельдт         | Нідерланди      |
| 14    | Джейкоб Дюрінг     | США             |
| 15    | Мартін Ірвайн      | Ірландія        |
| 16    | Роман Цишков       | Білорусь        |
| 17    | Джонатан Діббен    | Велика Британія |
| 18    | Енай Елорріага     | Іспанія         |
| 19    | Лян Чуньвін        | Гонконг         |
| 20    | Тимур Гумеров      | Узбекистан      |
| 21    | Іоанніс Спанопулос | Греція          |

### Гіт на 1 км
Індивідуальна гонка переслідування відбулась о 14:45.
| Місце | Ім'я               | Країна          | Час      |
| ----- | ------------------ | --------------- | -------- |
| 1     | Лукас Лісс         | Німеччина       | 1:01.508 |
| 2     | Гленн О'Ші         | Австралія       | 1:02.300 |
| 3     | Тім Вельдт         | Нідерланди      | 1:02.318 |
| 4     | Фернандо Гавірія   | Колумбія        | 1:02.591 |
| 5     | Ґаель Сутер        | Швейцарія       | 1:02.897 |
| 6     | Лян Чуньвін        | Гонконг         | 1:03.461 |
| 7     | Тома Буда          | Франція         | 1:03.631 |
| 8     | Лю Хао             | Китай           | 1:03.729 |
| 9     | Яспер Де Бюст      | Бельгія         | 1:03.895 |
| 10    | Елія Вівіані       | Італія          | 1:04.129 |
| 11    | Віктор Манаков     | Росія           | 1:04.397 |
| 12    | Роман Цишков       | Білорусь        | 1:04.421 |
| 13    | Іоанніс Спанопулос | Греція          | 1:04.556 |
| 14    | Мартін Ірвайн      | Ірландія        | 1:04.639 |
| 15    | Джонатан Діббен    | Велика Британія | 1:04.724 |
| 16    | Каспер Педерсен    | Данія           | 1:05.057 |
| 17    | Гідеоні Монтейро   | Бразилія        | 1:05.141 |
| 18    | Джейкоб Дюрінг     | США             | 1:05.754 |
| 19    | Унай Елорріага     | Іспанія         | 1:06.134 |
| 20    | Аарон Гейт         | Нова Зеландія   | 1:06.297 |
| 21    | Тимур Гумеров      | Узбекистан      | 1:06.697 |

### Гіт з ходу на 250 м
Гіт з ходу на 250 м розпочався о 16:40.
| Місце | Ім'я               | Країна          | Час    |
| ----- | ------------------ | --------------- | ------ |
| 1     | Елія Вівіані       | Італія          | 12.785 |
| 2     | Тім Вельдт         | Нідерланди      | 12.863 |
| 3     | Ґаель Сутер        | Швейцарія       | 12.922 |
| 4     | Гленн О'Ші         | Австралія       | 12.926 |
| 5     | Лукас Лісс         | Німеччина       | 12.986 |
| 6     | Лю Хао             | Китай           | 13.062 |
| 7     | Віктор Манаков     | Росія           | 13.131 |
| 8     | Фернандо Гавірія   | Колумбія        | 13.137 |
| 9     | Каспер Педерсен    | Данія           | 13.174 |
| 10    | Яспер Де Бюст      | Бельгія         | 13.202 |
| 11    | Роман Цишков       | Білорусь        | 13.269 |
| 12    | Лян Чуньвін        | Гонконг         | 13.272 |
| 13    | Тома Буда          | Франція         | 13.276 |
| 14    | Іоанніс Спанопулос | Греція          | 13.288 |
| 15    | Аарон Гейт         | Нова Зеландія   | 13.359 |
| 16    | Джейкоб Дюрінг     | США             | 13.438 |
| 17    | Джонатан Діббен    | Велика Британія | 13.445 |
| 18    | Мартін Ірвайн      | Ірландія        | 13.453 |
| 19    | Гідеоні Монтейро   | Бразилія        | 13.469 |
| 20    | Унай Елорріага     | Іспанія         | 13.546 |
| 21    | Тимур Гумеров      | Узбекистан      | 14.113 |

### Гонка за очками
Гонка за очками розпочалась о 19:55.
| Місце | Ім'я                | Країна          |
| ----- | ------------------- | --------------- |
| 1     | Яспер Де Бюст       | Бельгія         |
| 2     | Віктор Манаков      | Росія           |
| 3     | Аарон Гейт          | Нова Зеландія   |
| 4     | Елія Вівіані        | Італія          |
| 5     | Лукас Лісс          | Німеччина       |
| 6     | Ioannis Spanopoulos | Греція          |
| 7     | Роман Цишков        | Білорусь        |
| 8     | Мартін Ірвайн       | Ірландія        |
| 9     | Фернандо Гавірія    | Колумбія        |
| 10    | Джейкоб Дюрінг      | США             |
| 11    | Тім Вельдт          | Нідерланди      |
| 12    | Гідеоні Монтейро    | Бразилія        |
| 13    | Лян Чуньвін         | Гонконг         |
| 14    | Гленн О'Ші          | Австралія       |
| 15    | Каспер Педерсен     | Данія           |
| 16    | Джонатан Діббен     | Велика Британія |
| 17    | Тома Буда           | Франція         |
| 18    | Лю Хао              | Китай           |
| 19    | Тимур Гумеров       | Узбекистан      |
| 20    | Ґаель Сутер         | Швейцарія       |
| 21    | Унай Елорріага      | Іспанія         |

### Фінальна класифікація
Після всіх дисциплін.
| Місце | Ім'я               | Країна          | Очки |
| ----- | ------------------ | --------------- | ---- |
| 1     | Фернандо Гавірія   | Колумбія        | 205  |
| 2     | Гленн О'Ші         | Австралія       | 190  |
| 3     | Елія Вівіані       | Італія          | 181  |
| 4     | Яспер Де Бюст      | Бельгія         | 178  |
| 5     | Аарон Гейт         | Нова Зеландія   | 173  |
| 6     | Роман Цишков       | Білорусь        | 159  |
| 7     | Ґаель Сутер        | Швейцарія       | 149  |
| 8     | Тома Буда          | Франція         | 144  |
| 9     | Віктор Манаков     | Росія           | 141  |
| 10    | Тім Вельдт         | Нідерланди      | 139  |
| 11    | Лукас Лісс         | Німеччина       | 134  |
| 12    | Джонатан Діббен    | Велика Британія | 123  |
| 13    | Каспер Педерсен    | Данія           | 117  |
| 14    | Лю Хао             | Китай           | 115  |
| 15    | Гідеоні Монтейро   | Бразилія        | 112  |
| 16    | Лян Чуньвін        | Гонконг         | 76   |
| 17    | Мартін Ірвайн      | Ірландія        | 70   |
| 18    | Джейкоб Дюрінг     | США             | 71   |
| 19    | Іоанніс Спанопулос | Греція          | 55   |
| 20    | Унай Елорріага     | Іспанія         | 52   |
| 21    | Тимур Гумеров      | Узбекистан      | −13  |